# Добжиця (Кошалінський повіт)
Добжиця (пол. Dobrzyca) — село в Польщі, у гміні Бендзіно Кошалінського повіту Західнопоморського воєводства.
Населення — 836 осіб (2011).

## Демографія
Демографічна структура станом на 31 березня 2011 року:
|          | Загалом | Допрацездатний вік | Працездатний вік | Постпрацездатний вік |
| -------- | ------- | ------------------ | ---------------- | -------------------- |
| Чоловіки | 405     | 91                 | 288              | 26                   |
| Жінки    | 431     | 92                 | 255              | 84                   |
| Разом    | 836     | 183                | 543              | 110                  |